# Рейдерсбург (Монтана)
Рейдерсбург (англ. Radersburg) — переписна місцевість (CDP) в США, в окрузі Бродвотер штату Монтана. Населення — 61 особа (2020).

## Географія
Рейдерсбург розташований за координатами 46°11′47″ пн. ш. 111°37′53″ зх. д. / 46.19639° пн. ш. 111.63139° зх. д. (46.196366, -111.631355).  За даними Бюро перепису населення США в 2010 році переписна місцевість мала площу 0,65 км², уся площа — суходіл.

## Демографія
Згідно з переписом 2010 року, у переписній місцевості мешкало 66 осіб у 37 домогосподарствах у складі 19 родин. Густота населення становила 101 особа/км².  Було 61 помешкання (94/км²).
Расовий склад населення:
| - 97,0 % — білих - 3,0 % — корінних американців |

До двох чи більше рас належало 0,0 %. Частка іспаномовних становила 1,5 % від усіх жителів.
За віковим діапазоном населення розподілялося таким чином: 9,1 % — особи молодші 18 років, 63,6 % — особи у віці 18—64 років, 27,3 % — особи у віці 65 років та старші. Медіана віку мешканця становила 52,7 року. На 100 осіб жіночої статі у переписній місцевості припадало 112,9 чоловіків;  на 100 жінок у віці від 18 років та старших — 122,2 чоловіків також старших 18 років.
За межею бідності перебувало 22,6 % осіб, у тому числі 0,0 % дітей у віці до 18 років та 0,0 % осіб у віці 65 років та старших.
Цивільне працевлаштоване населення становило 85 осіб. Основні галузі зайнятості: будівництво — 67,1 %, фінанси, страхування та нерухомість — 22,4 %, транспорт — 10,6 %.